# Stactobia bersisik
Stactobia bersisik är en nattsländeart som beskrevs av Wells 1993. Stactobia bersisik ingår i släktet Stactobia och familjen smånattsländor. Inga underarter finns listade i Catalogue of Life.